# Takemitsu Tsubokawa
Takemitsu Tsubokawa (坪川 武光), född 1909 i Otaru, död 19 december 1940, var en japansk längdskidåkare och backhoppare. Han deltog i det olympiska spelen i Lake Placid 1932 i både längdskidåkning och i nordisk kombination. Han kom på 15:e plats i både  längdskidåkning 18 kilometer och nordisk kombination.